# Paola Rodríguez
Paola Rodríguez Gallardo (25 de noviembre de 1978) es una deportista chilena que compitió en remo. Ganó una medalla de plata en el Campeonato Mundial de Remo de 2002, en la prueba de dos sin timonel ligero.

## Palmarés internacional
| Campeonato Mundial | Campeonato Mundial | Campeonato Mundial | Campeonato Mundial     |
| Año                | Lugar              | Medalla            | Prueba                 |
| ------------------ | ------------------ | ------------------ | ---------------------- |
| 2002               | Sevilla (España)   | Medalla de plata   | Dos sin timonel ligero |